# شهرستان بوئین میاندشت
شهرستان بوئین میاندشت یکی از شهرستان‌های استان اصفهان است. مرکز این شهرستان شهر بوئین میاندشت است. بوئین میاندشت، یکی از چهار شهرستان منطقه فریدن می باشد

## مردم‌شناسی
ایران اطلس ترکیب زبانی عمده مناطق را گویش لری بختیاری و ترکی ذکر کرده است. افزون بر این مردم روستای زرنه به زبان ارمنی سخن می‌گویند. و بیشتر مردم دو روستای آغچه و داشکسن و همچنین جمعیت قابل توجهی از شهر بویین میاندشت به زبان گرجی سخن می‌گویند.

## تقسیمات کشوری
شهرستان بوئین میاندشت دارای ۲ بخش، ۵ دهستان و ۲ شهر به شرح زیر است:

### شهرستان بوئین میاندشت
| بخش    | مرکز بخش      | جمعیت بخش ۱۳۹۵ | نام دهستان   | مرکز دهستان | جمعیت دهستان ۱۳۹۵ | شهر                | جمعیت شهر ۱۳۹۵      |
| ------ | ------------- | -------------- | ------------ | ----------- | ----------------- | ------------------ | ------------------- |
| مرکزی  | بوئین میاندشت | ۲۰٬۰۰۰ نفر     | ییلاق        | ازناوله     | ۴٬۰۱۲ نفر         | بوئین میاندشت افوس | ۹٬۸۸۹ نفر ۳٬۶۹۶ نفر |
| مرکزی  | بوئین میاندشت | ۲۰٬۰۰۰ نفر     | سردسیر       | قره بلطاق   | ۳٬۵۱۲ نفر         | بوئین میاندشت افوس | ۹٬۸۸۹ نفر ۳٬۶۹۶ نفر |
| مرکزی  | بوئین میاندشت | ۲۰٬۰۰۰ نفر     | گرجی         | داشکسن      | ۶۰۶ نفر           | بوئین میاندشت افوس | ۹٬۸۸۹ نفر ۳٬۶۹۶ نفر |
| کرچمبو | نوغان         | ۴٬۱۶۳ نفر      | کرچمبو شمالی | کرچ         | ۳٬۲۹۳ نفر         | ****************   | ****************    |
| کرچمبو | نوغان         | ۴٬۱۶۳ نفر      | کرچمبو جنوبی | بلطاق       | ۲٬۴۲۵ نفر         | ****************   | ****************    |

این شهرستان خود جزئی از سرزمین تاریخی فریدن است و تا حدود نود سال پیش بخشی از سرزمین بختیاری بود. که در زمان پهلوی در تقسیمات کشوری جدید به همراه چهارمحال و بختیاری به عنوان شهرستان فریدن-شهرکرد به استان اصفهان افزوده شد.

## جمعیت
براساس سرشماری عمومی نفوس و مسکن در سال ۱۳۹۵، جمعیت شهرستان بوئین میاندشت برابر با ۲۴٬۱۶۳ نفر بوده است.